# Eupalaestrus larae

Eupalaestrus larae (Nelson Ferretti & Jorge Barneche, 2012) es una especie de araña migalomorfa de la familia Theraphosidae (tarántulas). Son originarias del norte de Argentina. Se diferencian de todas las demás especies del género por el color con dos franjas longitudinales paralelas distintas en los fémures, patelas, tibias y una franja longitudinal que llega a la mitad de los metatarsos.

## Distribución
Se distribuye por el norte de Argentina.